# Adolf Tobeña
Adolf Tobeña (Graus, Osca, 1950) és catedràtic de Psiquiatria i Psicologia mèdica de la Universitat Autònoma de Barcelona. A més del seu treball de recerca en neurociència i psiquiatria, ha dut a terme una destacada tasca de divulgació científica en mitjans de comunicació. Ha publicat 15 llibres i 160 articles de recerca especialitzada. Igualment, ha estat director del Departament de Psiquiatria i Medicina Forense de la UAB durant vint anys i professor visitant de diversos centres internacionals a Londres, Groningen, Tel-Aviv i Venècia. La seva feina ha rebut diversos guardons, com ara el premi «Avui» de Periodisme Científic (1991), el premi «Serra i Moret» de la Generalitat de Catalunya (1994) o el premi europeu a la divulgació científica Estudi General (2004). Entre les seves darreres publicacions destaquen Cerebro y Poder (La Esfera, 2008) i Píndoles o Freud (Columna, 2011).